# Жанаталап (Теректинский район)
Жанаталап (каз. Жаңаталап) — упразднённое село в Теректинском районе Западно-Казахстанской области Казахстана. Входило в состав Долинского сельского округа. Ликвидировано в 2011 г. Код КАТО — 276245106.

## Население
В 1999 году население села составляло 152 человека (78 мужчин и 74 женщины). По данным переписи 2009 года, в селе проживали 3 человека (2 мужчины и 1 женщина).